# Amparo Fortuny
Amparo Fortuny   (València) és una directora i productora valenciana de pel·lícules i documentals.

## Biografia
Nascuda a la ciutat de València com a Amparo Soria Fortuny. Estudià en l'Institut de Secundària Lluís Vives de València.
Estudià Guió cinematogràfic en el NIC i es graduà en l'Escuela de Cinematografía y del Audiovisual de la Comunidad de Madrid (ECAM). Ha dirigit diversos curtmetratges i un llargmetratge, "Estudiar en Primavera".
Compatibilitzà durant anys el treball en televisió amb diferents projectes audiovisuals. Va fundar la seva pròpia productora anomenada The Next Day Films per a la qual ha produït pel·lícules documentals, curtmetratges, vídeos musicals, projectes participatius, pel·lícules experimentals, RV i espots. S'estrenà en la direcció amb el curtmetratge "Quizá Broadway" (2008, premiere a La Enana Marrón), al qual li segueixen el videoclip "Come on Gym" estrenat en MTV el 2010 i codirigeix el fals documental "La Mata" (2012). "Estudiar a la primavera" (2014) fou el seu primer llargmetratge documental, s'estrenà a la Cineteca de Matadero Madrid. Ha participat en diversos festivals internacionals.

## Filmografia
- Quizá Broadway (2008)[3][4]
- Come on Gym (2010)[3][4]
- La Mata (2012)[3][4]
- Estudiar en primavera (2014)[3][4]